# 위법성조각사유의 전제사실에 대한 착오
위법성조각사유의 전제사실에 대한 착오(違法性阻却事由의 前提事實에 대한 錯誤)란 행위자가 존재하지 않는 위법성조각사유의 객관적 전제사실이 존재한다고 오신하고 위법성조각사유에 해당하는 행위를 한 경우를 말한다. 허용구성요건의 착오라고도 한다. 위법성조각사유의 객관적 성립요건에 관한 착오라고도 한다.

## 예
한밤중에 찾아온 친구를 강도로 오인하고 상해를 입힌 경우(오상방위), 임부의 생명에 위난이 있다고 오인하고 낙태수술을 한 경우(오상긴급피난), 출장가는 채무자를 도피하는 것으로 오인하고 체포한 경우(오상자구행위), 전시에 아군을 적군으로 오인하고 폭격을 가한 경우(오상정당행위).위법성 조각사유의 전제사실에 대한 착오는 구성요건적 착오와 금지착오의 가운데에 위치하는 독립된 형태의 착오로 이해되고 있다.

## 학설
- 엄격고의설 － 과실범은 법률에 특별한 규정이 있는 때에만 예외적으로 처벌되기 때문에 처벌의 공백이 생길 수 있다.
- 소극적 구성요건표지이론 － 구성요건해당성이 없는 행위와 구성요건에는 해당하나 위법성이 조각되는 행위 사이에 존재하는 가치 차이를 무시한다.
- 엄격책임설 － 위법성조각사유의 전제사실의 착오에 빠져 자신의 행위에 위법성의 인식이 없는 자를 고의범으로 처벌하는 것은 일반인의 법감정에 반한다.
- 법효과제한적 책임설 － 위법성조각사유의 전제사실의 착오에 빠진 자를 교사하여 죄를 범하게 한 경우 그 교사자를 교사범으로 처벌할 수 있다.

## 판례
- 갑은 관장 을이 운영하는 복싱클럽에 회원등록을 하였던 자로서 등록을 취소하는 문제로 을로부터 질책을 들은 다음 약 1시간이 지난 후 다시 복싱클럽을 찾아와 을에게 항의하는 과정에서 을이 갑의 멱살을 잡아당기거나 바닥에 넘어뜨린 후 목을 조르는 등 을과 갑이 뒤엉켜 몸싸움을 벌였는데, 코치인 피고인이 이를 지켜보던 중 갑이 왼손을 주머니에 넣어 불상의 물건을 꺼내 움켜쥐자 갑의 왼손 주먹을 강제로 펴게 함으로써 갑에게 손가락 골절상을 입혔다는 상해의 공소사실로 기소된 사안에서, 피고인이 당시 죄가 되지 않는 것으로 오인한 것에 대해 ‘정당한 이유’를 부정하여 공소사실을 유죄로 인정한 원심판결에 위법성조각사유의 전제사실에 관한 착오, 정당한 이유의 존부에 관한 법리오해의 잘못이 있다[4]
- 소속 중대장의 당번병이 근무시간중은 물론 근무시간 후에도 밤늦게 까지 수시로 영외에 있는 중대장의 관사에 머물면서 집안일을 도와주고 그 자녀들을 보살피며 중대장 또는 그 처의 심부름을 관사를 떠나서까지 시키는 일을 해오던 중 사건당일 중대장의 지시에 따라 관사를 지키고 있던중 중대장과 함께 외출나간 그 처로부터 24:00경 비가 오고 밤이 늦어 혼자 귀가할 수 없으니 관사로부터 1.5킬로미터 가량 떨어진 지점까지 우산을 들고 마중을 나오라는 연락을 받고 당번병으로서 당연히 해야 할 일로 생각하고 그 지점까지 나가 동인을 마중하여 그 다음날 01:00경 귀가하였다면 위와 같은 당번병의 관사이탈 행위는 중대장의 직접적인 허가를 받지 아니 하였다 하더라도 당번병으로서의 그 임무범위내에 속하는 일로 오인하고 한 행위로서 그 오인에 정당한 이유가 있어 위법성이 없다고 볼 것이다.[5]

## 참고 문헌
1. ↑  이재상, 형법총론
2. ↑  임웅, 형법총론
3. ↑  박상기, 형법강의
4. ↑  대법원 2023. 11. 2. 선고 2023도10768 판결
5. ↑  대법원 1986. 10. 28. 선고 86도1406 판결 [무단이탈] [공1986.12.15.(790),3152]